# 巴里·斯隆
巴里·保罗·斯隆（Barry Paul Sloan；1981年2月10日—）是英國的一位演員。他出演過眾多電影和電視劇，近期的主要作品則包括BBC電視劇霍爾比市和ABC肥皂劇復仇，以及在《使命召唤·现代战争》及续作中扮演约翰·普莱斯。

## 外部連結
- 巴里·斯隆在互联网电影资料库（IMDb）上的資料（英文）
- 互聯網百老匯資料庫（IBDB）上巴里·斯隆的資料（英文）